# Lionel Kieseritzky
Lionel Adalbert Bagration Felix Kieseritzky (født 1. januar 1806 Tartu, Estland, død 18. maj 1853 i Paris, Frankrig) var en skakspiller, der i eftertiden primært er kendt for at have tabt "Det udødelige parti" mod Adolf Anderssen, men af samtiden blev regnet blandt verdens bedste.

## Biografi
Lionel Kieseritzky blev født i en baltisk tysk familie i Tartu, Estland. Han studerede på universitet fra 1825 til 1829 og blev derefter matematiklærer. I 1839 tog han til Paris for at blive professionel skakspiller. Han tog fem francs i timen for lektioner eller partier og redigerede desuden i en periode skaktidsskriftet La Régence, opkaldt efter Café de la Régence, Paris' skakcentrum.
Han var på det tidspunkt blandt de fire stærkeste mestre i Frankrig – de øvrige var Louis de la Bourdonnais, Pierre Charles Fournier de Saint-Amant og Boncourt, med de la Bourdonnais som den uofficielle verdensmester. Fra denne døde i 1840 og i årene fremover blev han sammen med Howard Staunton regnet blandt de to bedste spillere i verden.
I 1842 spillede han en uafgjort match mod Ignazio Calvi, og i 1846 vandt han matcher mod to tyske mestre, Bernhard Horwitz og Daniel Harrwitz
Han blev inviteret til at deltage i den første internationale skakturnering, som fandt sted i London i 1851. Her tabte 0,5-2,5 han i første runde til Adolf Anderssen, den senere vinder af turneringen, efter to katastrofale tabspartier. Ved siden af turneringen spillede de to også et løst parti, som er gået over i skakhistorien som "Det udødelige parti". Selv om han tabte partiet, var det Kieseritzky selv, der nedskrev og publicerede partiet i La Regence.
Ca. et halvt år efter London-turneringen slog Kieseritsky Anderssen 10-6 i en match, og ifølge Chessmetrics beregninger, var han verdens nummer et på dette tidspunkt.
Kieseritzky døde i 1853 i Paris.

## Et partieksempel
Det følgende parti, hvor Kieseritzky spiller sort mod John William Schulten (Paris 1844) viser måske hans fineste kombination:
1.e4 e5 2.f4 exf4 3.Lc4 Dh4+ 4.Kf1 b5 5.Lxb5 Sf6 6.Sc3 Sg4 7.Sh3 Sc6 8.Sd5 Sd4 9.Sxc7+ Kd8 10.Sxa8 f3! 11.d3 f6 12.Lc4 d5 13.Lxd5 Ld6 14.De1? (14.e5! ser ud til at give fordel til hvid, men nu løber han lige ind i en forceret mat) 14...fxg2+ 15.Kxg2 Dxh3+!! 16.Kxh3 Se3+ 17.Kh4 Sf3+ 18.Kh5 Lg4# 0-1